# Öykü Karayel
Öykü Karayel (ur. 20 sierpnia 1990) – turecka aktorka.

## Życiorys
Ma siostrę bliźniaczkę – Ezgi. Ukończyła szkołę średnią Çemberlitaş. Uczyła się aktorstwa w teatrze Kenter, a następnie występowała w Państwowym Teatrze Uniwersytetu w Stambule. Zadebiutowała w telewizji w 2011 roku, gdy zagrała w serialu Kuzey Güney. Ponadto wystąpiła w takich produkcjach jak Kara Para Aşk, Wspaniałe stulecie: Sułtanka Kösem i Kalp Atışı. Otrzymała mnóstwo nagród za aktorstwo, między innymi w 2017 roku wraz z Gökhanem Alkan zostali najlepszą serialową parą według Altın Kelebek.

## Filmografia

### Filmy
| Rok  | Tytuł             | Rola        |
| ---- | ----------------- | ----------- |
| 2015 | Bulantı           | Aslı        |
| 2015 | Toz               | Azra Naziri |
| 2017 | İşe Yarar Bir Şey | Canan       |
| 2017 | Put Şeylere       | Elif        |

### Seriale
| Rok       | Tytuł                              | Rola                         |
| --------- | ---------------------------------- | ---------------------------- |
| 2011–2013 | Kuzey Güney                        | Cemre Çayak                  |
| 2014–2015 | Kara Para Aşk                      | Ipek                         |
| 2016      | Wspaniałe stulecie: Sułtanka Kösem | Sułtanka Dilruba             |
| 2017-2018 | Kalp Atışı                         | Doktor Eylül Erdem Denizoğlu |
| 2018–2019 | Muhteşem İkili                     | Yağmur Bulut                 |
| 2019      | Jet Sosyete                        | Sinem                        |